# Эрундина, Луиза
Луиза Эрундина ди Соуза (порт. Luiza Erundina de Sousa, португальское произношение: [luˈizɐ ɛrũˈdjinɐ dʒi ˈsowzɐ]; род. 30 ноября 1934, Уйрауна, штат Параиба) — бразильская политическая деятельница, представлявшая ряд левых партий (Партия трудящихся, Социалистическая партия Бразилии, Партия социализма и свободы). Мэр города Сан-Паулу в 1989—1992 годах, федеральный депутат от штата Сан-Паулу с 1999 года и по настоящее время (переизбиралась в 2002, 2006 году, 2010, 2014 и 2018 годах). Ранее Эрундина работала в городском совете Сан-Паулу в 1983—1987 гг., а в 1987—1988 гг. была депутатом штата Сан-Паулу.

## Политическая история
Родилась в Уйрауне, небольшом городке во внутренней части бразильского штата Параиба, была седьмой из десяти детей в бедствующей семье ремесленника и кулинарки.
Мечтала стать врачом, но из-за материальных трудностей приходилось прерывать учёбу. Несмотря на препятствия, ей удалось получить высшее образование — она окончила факультет социальной работы в Федеральном университете Параиба (степень бакалавра социальных услуг), а затем Школу социологии и политики Университета Сан-Паулу (степень магистра социологии). Работала в муниципальных органах, была соцработницей в фавелах, выступала против военной диктатуры, участвовала в крестьянских союзах Бразильской коммунистической партии.
В 1980 году профсоюзный лидер Луис Инасиу Лула да Силва пригласил её принять участие в учреждении Партии трудящихся, от которой она затем впервые избиралась местным депутатом в 1982 году и депутатом штата в 1986 году, а также баллотировалась в заместители мэра Сан-Паулу в 1985 году. Она оставалась членом ПТ с 1980 по 1997 год, представляя внутри партии наиболее радикальное крыло, близкое к троцкизму.
В 1988 году Луиза Эрундина, неожиданно для многих, не только обошла Плиниу ди Арруду Сампайо (которого поддерживали ведущие деятели ПТ) в борьбе за номинацию от партии в мэры Сан-Паулу, но и победила на выборах градоначальника крупнейшего города страны с 33 % голосов (чему поспособствовало большее внимание к отстаиваемым ей требованиям профсоюзного движения, возросшее после гибели в результате насилия силовиков бастующих рабочих сталелитейной отрасли). Таким образом, Эрундина получила национальную известность как первый мэр Сан-Паулу, представляющий левую партию.
В её местную администрацию в качестве секретарей вошли известные специалисты и интеллектуалы: Паулу Фрейре (образование), Марилена Чауи (культура), Элиу Бикуду (юридические вопросы), Эдуарду Жоржи (здравоохранение), Тереза Лайолу (транспорт), Паулу Асеведо (связи с общественностью), Пол Сингер (планирование), Эрминия Марикату (жилищное строительство), Жуарес Соарес (спорт и отдых), Марта Кампос (социальное обеспечение), Жозе Эдуарду Кардозу (администрирование) и т. д. Несмотря на широкий спектр преобразований — от приоритетного финансирования образования, медицины и социального жилья до возвращения чемпионата «Формула-1» на трассу Интерлагос и возведения самбадрома Аньемби по проекту Оскара Нимейера, — популярность местной власти упала, в том числе из-за кампании против введения ей прогрессивного налога на недвижимость.
В 1996, 2000 и 2004 годах Луиза Эрундина вновь претендовала на должность мэра, но безуспешно (хотя в 1996 году вышла во второй тур выборов, где получила 37 % голосов). Безуспешным было и её баллотирование в Сенат в 1994 году: она получила 3 миллиона голосов, но только 3-е место.
Когда в мэрском кресле в 1993 году её сменил её политический оппонент Паулу Малуф, Луиза Эрундина после импичмента президенту Фернанду Колору ди Мелу была приглашена новым главой государства Итамаром Франку на должность главного министра Секретариата федеральной администрации — в рамках усилий по созданию коалиционного правительства «национального взаимопонимания». Она приняла эту позицию вопреки указаниям партии, за что национальное правление ПТ приостановило на год её партийные права и обязанности. В конечном итоге, в 1997 году Эрундина покинула ряды ПТ, перейдя в Социалистическую партию Бразилии, от которой и была избрана в Национальный конгресс.
В 2012 году была выдвинута в вице-мэры Сан-Паулу в тандеме с кандидатом в мэры от ПТ Фернанду Аддадом, но отозвала свою кандидатуру, когда стало известно о союзе ПТ с Малуфом и его Прогрессистской партией, так что её сменила представительница Коммунистической партии Бразилии. Эрундина была генеральным координатором коалиции «Объединимся за Бразилию», которая выдвинула от социалистов Марину Силву в качестве кандидата на пост президента республики в 2014 году.
2 января 2016 года Эрундина запустила в Порту-Алегри на социальном форуме новое экосоциалистическое движение RAiZ — Movimento Cidadanista. В марте того же года, спустя почти два десятилетия членства, она из-за внутрипартийных разногласий покидает Бразильскую социалистическую партию, решившую поддержать процесс импичмента президенту Дилме Русеф. Эрундина перешла в Партию социализма и свободы (PSOL). Утром 5 мая 2016 года она «приняла» на себя руководство Федеральной палатой, после того как Эдуарду Кунья был отстранён от поста президента Палаты депутатов. 13 июля 2016 Эрундина баллотировалась на эту должность, получив, помимо 6 голосов своей партии, ещё 22. В октябре 2016 года она в пятый раз баллотировалась в мэрию Сан-Паулу с Иваном Валенте в качестве напарника, на этот раз — от коалиции Партии социализма и свободы, Бразильской компартии и партии «Свободная родина».
На выборах мэра Сан-Паулу в 2020 году Луиза Эрундина выдвигалась как напарница кандидата от PSOL Гильерме Булоса. Они вышли во второй тур и получили там 40,62% голосов.